# 125 Лібератрикс
125 Лібератрикс (125 Liberatrix) — астероїд головного поясу, відкритий 11 вересня 1872 року.